# Habenaria lucaecapensis
Habenaria lucaecapensis là một loài thực vật có hoa trong họ Lan. Loài này được Fernald mô tả khoa học đầu tiên năm 1894.